# Phrynetopsis trituberculata
Phrynetopsis trituberculata là một loài bọ cánh cứng trong họ Cerambycidae.